# Comté de Waldo
Pour les articles homonymes, voir Waldo.
Le comté de Waldo est un comté de l'État du Maine aux États-Unis. Son siège est Belfast. Selon le recensement de 2010, sa population est de 38 786 habitants.

## Géographie
Le comté a une superficie de 2 209 km2, dont 1 890 km2 de terre.

### Géolocalisation
| Comté de Somerset            |                     | Comté de Penobscot |
| Comté de Kennebec (ouest)    | Comté de Waldo      | Comté de Hancock   |
| Comté de Lincoln (sud-ouest) | Comté de Knox (sud) |                    |

### Villes du comtés

#### City
- Belfast (siège du comté)

#### Towns
- Belmont
- Brooks
- Burnham
- Frankfort
- Freedom
- Islesboro
- Jackson
- Knox
- Liberty
- Lincolnville
- Mendon
- Monroe
- Montville
- Morrill
- Northport
- Palermo
- Prospect
- Searsmont
- Searsport
- Stockton Springs
- Swanville
- Thorndike
- Troy
- Unity
- Waldo
- Winterport
- Worcester